# Davie Johnston
David Ross Johnston (Nairn, 28 novembre 1942 – 7 aprile 2004) è stato un calciatore scozzese, di ruolo attaccante.

## Carriera
Formatosi nel Nairn County, nella stagione 1960-1961, notato dall'allenatore Tommy Walker, passa all'Hearts, con cui esordisce nella massima serie scozzese ottenendo il settimo posto finale in campionato.
Terminata l'esperienza agli Hearts torna al Nairn County, rimanendovi sino al 1966 quando viene ingaggiato dall'Aberdeen. Nella stagione 1966-1967 ottiene in campionato il quarto posto e raggiunge con i Dons la finale dalla Scottish Cup 1966-1967, persa contro il Celtic. 
Nell'estate 1967 con il suo club disputò il campionato nordamericano organizzato dalla United Soccer Association: accadde infatti che tale campionato fu disputato da formazioni europee e sudamericane per conto delle franchigie ufficialmente iscritte al campionato, che per ragioni di tempo non avevano potuto allestire le proprie squadre. L'Aberdeen rappresentò i Washington Whips, vincendo la Eastern Division, qualificandosi per la finale. La finale vide i Whips cedere ai Los Angeles Wolves, rappresentati dai Wolverhampton.
Ottiene un quinto posto nella stagione 1967-1968, in cui raggiunge con i suoi gli ottavi di finale della Coppa delle Coppe 1967-1968, a cui segue il quindicesimo nella Scottish Division One 1968-1969. 
Terminata l'esperienza ai Dons si trasferisce al Caledonian per poi tornare al Nairn County, di cui sarà l'allenatore nella stagione 1984.
Johnston è considerato uno dei migliori giocatori che hanno partecipato alla Highland Football League, campionato in cui ha giocato con il Nairn County e Caledonian.